# Yasuda Zenjirō
Yasuda Zenjirō est un nom japonais traditionnel ; le nom de famille (ou le nom d'école), Yasuda, précède donc le prénom (ou le nom d'artiste).
Yasuda Zenjirō (安田 善次郎), né le 25 novembre 1838 à Toyama et mort assassiné le 28 septembre 1921 à Ōiso, est un entrepreneur japonais de l'ère Meiji fondateur du zaibatsu Yasuda. Il fit don de l'auditorium Yasuda à l'université impériale de Tokyo et est l'arrière-grand-père de Yoko Ono, la veuve de John Lennon.

## Biographie
Fils d'un pauvre samouraï de la province d'Etchū, Yasuda Zenjirō s'installe à Edo à 17 ans et travaille dans une maison de change. En 1863, il commence à travailler pour le système des taxes agricoles du shogunat Tokugawa. Après la restauration de Meiji de 1868, il fournit les mêmes services au gouvernement de Meiji. Yasuda profite alors du délai entre la collecte de taxes et leur transmission au gouvernement. Il devient très riche en achetant du papier monnaie Meiji déprécié que le gouvernement lui échange ensuite contre de l'or.
Yasuda participe à établir la Troisième Banque Nationale du Japon en 1876. Plus tard, en 1880, il fonde la banque Yasuda (devenue plus tard la banque Fuji, actuel groupe financier Mizuho) et la compagnie d'assurance-vie Yasuda (qui fusionna ensuite pour former la compagnie d'assurance-vie Meiji Yasuda) qu'il réorganise au sein d'une société de portefeuille. En 1893, le zaibatsu Yasuda absorbe la compagnie d'assurance incendie de Tokyo (renommé en compagnie d'assurance incendie et inondation Yasuda, actuelle compagnie d'assurance Sompo).
Yasuda est reconnu comme l'un des meilleurs financiers japonais ayant jamais existé cependant, il n'était pas aventureux et n'a guère étendu ses affaires hors du domaine de la finance. La plupart des entreprises industrielles associées à Yasuda avaient généralement été fondées par Asano Sōichirō, grâce aux prêts et à la confiance de Yasuda. Les entreprises appartenaient à Asano et étaient simplement affiliées au zaibatsu Yasuda.
Vers la fin de sa vie, il fit don de l'auditorium Yasuda à l'université impériale de Tokyo ainsi que le hall Hibiya Kokaido. Yasuda est assassiné en 1921 après avoir refusé de faire une donation financière à un ultra-nationaliste.
Yasuda est l'arrière-grand-père maternel de Yoko Ono, la veuve de John Lennon. Quand ce dernier vit des photographies de Yasuda pour la première fois, il déclara : « C'est moi dans une ancienne vie ! ». Ce à quoi Ono répondit : « Ne dis pas ça… Il a été assassiné ! ». Et Lennon sera lui-même assassiné. 